# 所生病
伝統中国医学における所生病（しょせいびょう）とは、是動病から進行してきた陰性の病で、器質的疾患であり、重症である。難経二十二難では後に血が病むこととされており、難経楊玄操注では邪が内にある病とされていて、難経徐霊胎注では他経の病で、十四経発揮和語鈔では臓腑の病で、霊枢集註では内因による病となっている。